# Dewocjonalia

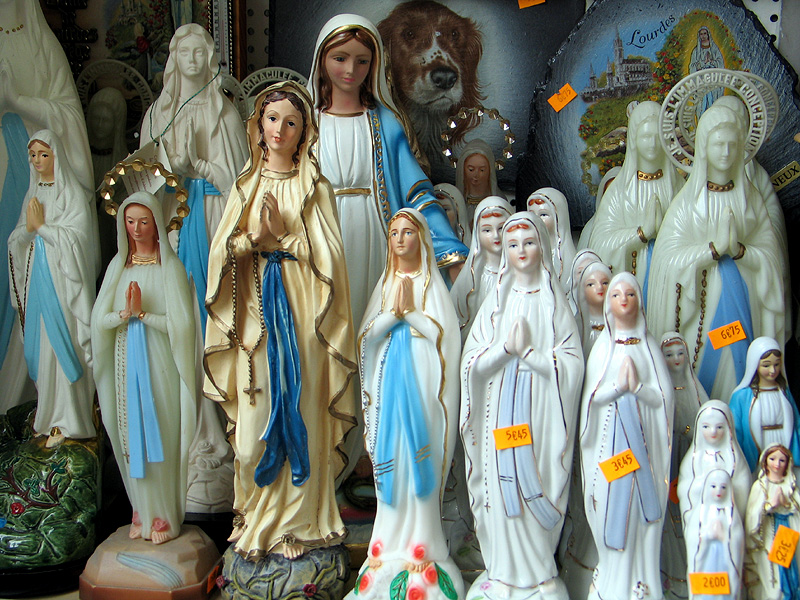
Dewocjonalia sprzedawane w Lourdes

Dewocjonalia (z łac. devovere – poświęcić) – drobne przedmioty kultu religijnego (np. medaliki, różańce, obrazki) znajdujące się w handlu.